# T.A.T.u.
t.A.T.u. (En rus: Тату) es un duo rus de música pop, format per Lena Kàtina (Елена Сергеевна Катина) i Iúlia Vólkova (Юлия Олеговна Волкова). Les dues noies van ser presentades com una parella lesbiana i la seva orientació sexual va ser el subjecte de molta especulació, fins que el desembre del 2003 van admetre a la televisió russa que no eren lesbianes i que tot havia estat una estratègia de màrqueting portada a terme pels seus mànagers. Són notòries per impressionar el públic i intentar trencar tabús fent les seves actuacions amb només llur roba interior posada.
Les dues van començar com a part del grup musical infantil Neposedy abans de ser gestionades pel productor i director Ivan Shapovalov i signar amb el segell discogràfic rus Neformat. L'àlbum debut de t.A.T.u. 200 Po Vstrechnoy (2001) va ser un èxit comercial a l'Europa de l'Est, i això va provocar que el duet signés amb Interscope Records per llançar la seva contrapartida en anglès, 200 km/h in the Wrong Lane (2002). L'àlbum va ser certificat platí per la IFPI per un milió de còpies venudes a Europa i es va convertir en el primer àlbum d'un grup estranger a assolir el número u al Japó. També va ser certificat or als Estats Units i incloïa els èxits internacionals "All the Things She Said" i "Not Gonna Get Us". El duet va representar Rússia al Festival d'Eurovisió 2003 amb la cançó "Ne ver, ne boysya", quedant tercer. t.A.T.u. és un dels pocs intèrprets russos que han aconseguit èxits internacionals juntament amb Al·la Pugatxova i Anna Netrebko.
t.A.T.u. van llançar el seu segon àlbum internacional, Dangerous and Moving, juntament amb el seu equivalent rus, Lyudi Invalidy, el 2005, amb el grup assolint un èxit moderat després de separar-se de Shapovalov. El primer va ser promocionat amb l'èxit internacional "All About Us". El duet es va aventurar en altres projectes, com ara crear la seva pròpia productora T.A. Música i promoció de la pel·lícula inspirada en la seva història, You and I (2008). El seu darrer parell d'àlbums, Vesyolye Ulybki i Waste Management, van seguir entre 2008 i 2009, respectivament. t.A.T.u. es van separar oficialment el 2011, amb Katina i Volkova fent carreres en solitari. Es van reunir per actuar en ocasions especials, com ara la cerimònia d'obertura dels Jocs Olímpics d'hivern de 2014.
Al maig del 2025 van anunciar la tornada del grup amb nou disc i nova gira al 2026.

## Orígens
El concepte original de t.A.T.u va ser desenvolupat per un antic psicòleg i executiu de màrqueting rus, n'Ivan Xapovalov (Иван Шаповалов), que ha esdevingut productor de discs.
Kàtina i Vólkova ja es coneixien abans de començar t.A.T.u.; les dues havien cantat al popular cor de pop rus per nens Neposedi (Непоседы), del qual na Vólkova va ser expulsada suposadament per "conducta inapropiada" (Vólkova va dir una vegada que era perquè havia molestat les altres noies del cor; més tard va dir que va ser per beure, fumar i insultar. El Neposedi va negar que hagués estat expulsada). No gaire després que na Vólkova deixés el Neposedi, na Kàtina feu el mateix.
Xapovalov va triar originalment Lena Kàtina en un càsting el 1999 per cantar una cançó sobre la guerra a Iugoslàvia. Més tard, va decidir formar un duo i va afegir na Julia Vólkova (que havia estat en el mateix càsting que na Kàtina). Les dues tenien 14 anys aleshores. Xapovalov proclama que la idea per la imatge de t.A.T.u. era seva. Elena Kiper, antiga amant d'en Shapovalov i al principi mànager suplent de t.A.T.u., diu que la idea va ser seva. Es va adormir al dentista, va tenir un somni en què besava una altra dona i es va llevar recordant els mots "Ya soshla s uma" (he perdut el seny), el títol de la cançó les lletres de la qual llavors va escriure es van convertir en el primer single de t.A.T.u. Kiper també va dir que les seves idees pel grup també foren influïdes per la pel·lícula sueca de 1998 Fucking Åmål, dirigida per en Lukas Moodysson. En Shopalov i na Kiper van trencar llur relació més tard perquè ell no li pagava els honoraris.
Originalment, t.A.T.u. es va anomenar ТАТУ (Tatu). Quan van esdevenir populars fora de Rússia i es va descobrir que ja hi havia un grup australià amb aquest nom, l'escriptura es va canviar a t.A.T.u. fora de Rússia. Encara avui s'escriu a vegades amb l'alfabet romà com Taty o Tatu. El nom original ve d'ajuntar "ta" i "tu", dues formes d'un demostratiu femení en rus, "ta" en nominatiu i "ta" en acusatiu. Es pot traduir com "Aquesta femella (fa quelcom) a aquella femella". A l'Occident es va dir que volia dir "Aquesta noia estima aquella noia", però en rus es va triar el nom expressament perquè es referís a "Aquesta noia s'ho fa amb aquella noia".

## Imatge pública i èxit internacional
La banda és coneguda tant per les seves actuacions irreverents i per tenir una actitud insolent envers la premsa. "La gent o ens estima o ens odia", va dir na Kàtina, "però ningú ens ignora". Més d'un dels seus vídeos ha estat prohibit; per exemple, el vídeo per la cançó "Prostye Dvizheniya (Простые движения)/Mocions Simples" mostra com els moviments senzills són sempre en la nostra vida, com beure aigua, llegir un llibre (que és el que fa na Kàtina durant la major part del vídeo) o masturbar-se (que és el que fa na Vólkova durant la major part del vídeo).
El videoclip pel primer single de t.A.T.u. (Ya Soshla S Uma (Я сошла с ума)/He Perdut el Seny) - la versió original de la seva cançó en anglès "All the Things She Said" - va ser prohibit per MTV Rússia (després de readmetre'l va guanyar el Premi d'Elecció del Públic als Premis MTV de música a Rússia) i per la BBC i altres. Les mostra vestides en uniformes d'institut (similar als uniformes d'escola catòlica que són objectes comuns de fetitx), darrere barrots de presó, xisclant enfora en angoixa, suplicant el perdó de llurs pares, i provant de sacsejar els barrots. A l'altra banda dels barrots. gents més gran i companys les miren amb desaprovació. Al final del vídeo, na Katina i na Volkova es giren i se'n van agafades de la mà. El pla final mostra que és la gent que les desaprovava la que està tancada rere la tanca de filferro amb punxes, d'alguna manera, empresonats en llurs ments.
Després d'un èxit enorme a Rússia durant el 2000 i el 2001, el 2002 t.A.T.u. va llançar 200 km/h in the Wrong Lane, una versió en anglès (coproduïda per en Trevor Horn) del seu primer àlbum en rus. L'àlbum en anglès va vendre més de cinc milions de còpies en tot el món.
Per tal de destacar la faceta lesbiana de llur imatge, moltes de les seves actuacions solien incloure almenys un moment en què es besaven apassionadament. Aquest acte se solia censurar quan el duo apareixia en programes de televisió americans.
Les paraules i els vídeos de llurs cançons suggerien que les noies tenien una relació lesbiana. A vegades, en entrevistes, afirmaven que en la vida real també tenien una relació lesbiana, donant sovint detalls impressionants sobre la seva suposada vida sexual, però més sovint, quan se'ls feia preguntes en aquesta direcció, elles utilitzaven evasives com "No tinguis por de ser tu mateix, no tinguis por d'estimar", o que no els agradava que les etiquetessin.
t.A.T.u. va representar Rússia al Festival d'Eurovisió el 2003, essent considerades les favorites per guanyar. Na Vólkova no prengué part en els assajos a causa de tenir les cordes vocals inflamades i la seva actuació es va veure empitjorada perquè van cantar les primeres línies de la cançó fora de tonada. Van acabar en tercera posició.

## Revelació i futur
El desembre del 2003 va ser emès al canal de televisió rus STS el documental "L'Anatomia de t.A.T.u.", dirigit pel director de documentals Vitaly Mansky. En ell, les noies afirmaven que en realitat no eren amants, mai ho havien estat i que la imatge lesbiana havia estat qüestió de màrqueting. Na Kàtina va dir que creia que tot el que estava fent a t.A.T.u. era un gran pecat i que sovint veia un capellà per parlar-ne. Na Vólkova va dir que abans de t.A.T.u. ella mai havia pensat en les noies d'aquesta manera, però que durant t.A.T.u. s'havia enamorat d'una altra noia, tot i que no havia passat de petons. Na Vólkova també va afirmar que havia avortat aquell mateix any, com ja s'havia dit en alguns diaris el febrer del 2003, i que una vegada havia pres heroïna per una aposta.
Una altra vegada, els mitjans de comunicació tingueren una gran contribució en la veracitat del documental. En entrevistes recents, les noies insisteixen que els agradava el que feien, i que era tot en nom del treball.
La primavera del 2004, na Kàtina i na Vólkova deixaren llur mànager Ivan Shapovalov mentre haurien d'haver estat gravant el seu segon àlbum perquè pensaven que la qualitat del material era massa baixa. Tenien un contracte amb Universal Music Russia, però el seu nou mànager Boris Rensky (que havia estat soci de treball d'en Shapovalov) va negociar un nou contracte amb Universal Music International. El nou contracte és per 4 àlbums més (que inclouen Dangerous and Moving).
El maig de 2004, na Vólkova va anunciar que estava embarassada del seu xicot Pavel (Pasha) Sidorov. Va donar a llum la seva primera filla, na Viktoria, el 3 de setembre de 2004. Na Vólkova es va separar d'en Sidorov a la primavera del 2005. Ara mateix, na Vólkova té una xicota que els mitjans de comunicació no coneixen, donant rellevància al fet que, malgrat que suposadament mai van estar juntes, potser encara els agraden les dones.
El 3 de juny de 2005, t.A.T.u. va cantar una nova cançó, Обезъянка-Ноль (Obezyanka Nol'/Monkey Zero) als Premis Muz-TV de Rússia. Aquesta cançó prové del següent àlbum rus de t.A.T.u., Люди-Инвалиды (Liudi-Invalidi/Invalid People), llançat al Japó el 5 d'octubre, l'11 d'octubre a Amèrica del Nord i el 10 d'octubre a la resta del món.
El primer single de Dangerous and Moving és All About Us, escrit per Billy Steinberg i The Veronicas - un duo de germanes bessones, Jess i Lisa, de Brisbane, Austràlia. Billy Steinberg és l'home responsable per molts èxits dels anys 80, incloent-hi Like A Virgin de Madonna o Eternal Flame de The Bangles. El vídeo pel single va ser gravat pel director de Hollywood James Cox (Wonderland) i pot ser vist a la pàgina oficial en anglès. L'àlbum també inclou Sting tocant el baix en la cançó Friend or Foe, que va ser escrita per en Richard Carpenter dels Carpenters.
Guy Chambers va escriure una cançó especial per a t.A.T.u. titulada "Wrapped Around Your Finger" (Embolicat al voltant del teu dit). La cantaran durant la seva gira mundial, començada l'abril.
A principis del 2006, Roman Ratej, bateria de t.A.T.u., va deixar el grup per raons no desvetllades al públic. Tanmateix el grup ja ha trobat un substitut, a més d'un baixista.
El 17 d'abril del 2006, t.A.T.u. va tornar als reality shows a Rússia amb t.A.T.u. Expedition, que va ser emès al canal rus de música Muz-TV.
A finals de 2011 van anunciar que el grup se separava i que les dues components volien brillar pel moment en solitari.
Al febrer del 2014 van anunciar el seu retorn amb un nou senzill Love in very moment, a finals de març debut a una forta discussió entre les components es van separar de nou, anunciant que no tornarien a T.a.t.u., pel qual el grup segueix oficialment separat.

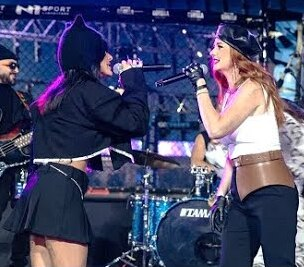
t.A.T.u. actuant a Minsk, 2022

Katina va anunciar que t.A.T.u. tornaria als escenaris el 2022. Havien participat al concert d'homenatge a t.A.T.u. que originalment havia de ser el 2021. No obstant això, a causa de problemes persistents amb la pandèmia de COVID-19 en curs, van decidir ajornar-lo fins a primavera 2022. El setembre de 2022, Kàtina i Vólkova van actuar juntes sota el nom de t.A.T.u. a l'Estadi Dinamo a Minsk com a part de l'esdeveniment Ovion Show. Això va ser seguit per una altra actuació en un esdeveniment esportiu a l'estadi Gazprom de Sant Petersburg el maig de 2023.

## Membres
- Lena Kàtina – vocalista (1999–2011)
- Iúlia Olégovna Vólkova – vocalista (1999–2011)

Membres de suport de la banda
- Sven Martin – teclats, sintetitzador, programació, piano, cors, director musical (2002–2011)
- Troy MacCubbin – guitarres, cors (2002–2010)
- Matthew Venslauskas – guitarres (2010–2011)
- Roman Ratej – bateria (2003–2006)
- Steve "Boomstick" Wilson – bateria (2006–2011)
- Domen Vajevec – baix, teclat (2006–2011)

## Discografia Internacional

### Àlbums
- 2002 200 по встречной [200 po vstriechnoj - 200 km/h en el mal camí]
- 2002 200 по встречной [200 po vstriechnoj - 200 km/h en el mal camí](2a edició)
- 2002 200 km/h in the wrong lane [200 km/h en el mal camí] #13 US, #12 UK
- 2003 200 km/h in the wrong lane [200 km/h en el mal camí](2a edició)
- 2003 Remixes (no publicat a Espanya)
- 2005 Dangerous and moving [Perillós i en moviment]
- 2005 Люди Инвалиды [Liudi Invalidi - Gent Invàlida]
- 2006 t.A.T.u. - The best [El millor de t.A.T.u.]
- 2008 Веселые улыбки [Veselye Ulybki] tot i que en un principi havia de dir-se Белый Плащик [Upravlenie Otbrosami](pròximament)
- 2008 Happy Smiles tot i que en un principi havia de rebre el nom de "Waste Management"
- 2009 Waste Management

### Singles
De 200 по встречной:
- 2000 "Я сошла с ума"
- 2001 "Нас не догонят" (només de promoció)
- 2001 "30 Минут" (només de promoció)

De 200 km/h in the Wrong Lane:
- 2002 "All the things she said" #20 US, #1 UK, #1 Australia
- 2003 "Not gonna get us" #7 UK, #11 Australia
- 2003 "30 minutes" (només de promoció)
- 2003 "How soon is now?" (coberta de la cançó dels The Smiths) #37 Australia

De Dangerous and moving (2005):
- 2005 "All about us"
- 2005 "Friend or foe"
- 2005 "Gomenasai"

De Люди Инвалиды Liudi Invalidi - Gent invàlida(2005):
- 2005 "Люди Инвалиды" Lidi invalidi - Gent invàlida

De Веселые улыбки/Happy Smiles - Somriures feliços (2008):
- 2008 "Белый Плащик" Beily plashik - Bata blanca
- 2008 "220"

## Filmografia
| Any  | Títol                  | Rol            | Notes            |
| ---- | ---------------------- | -------------- | ---------------- |
| 2003 | Anatomy of t.A.T.u.    | Elles mateixes | Documental de TV |
| 2004 | t.A.T.u. v Podnebesnoy | Elles mateixes | Sèrie de TV      |
| 2008 | You and I              | Elles mateixes | Cameo            |